# Кумихимо
Кумихимо (яп. 組み紐) — японская традиция плетения шнуров из любых нитей. При их переплетении получаются тесёмки и шнуры, которые имеют широкий спектр применения — от повязывания пояса на кимоно до самурайских доспехов.

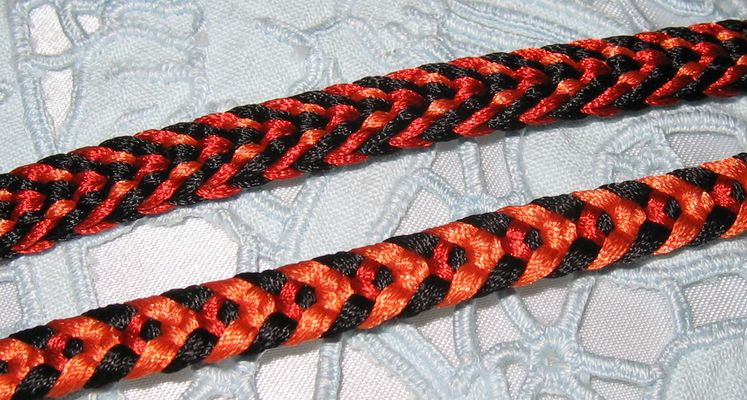
Кумихимо

Шнуры плетутся на специальных станках марудай (яп. 丸台), такадай (яп. 高台), аятакэдай (яп. 綾竹台), какудай (яп. 角台) и каракумидай. Станок марудай используется для плетения круглых, полых, квадратных, плоских шнуров, такадай — плоских или квадратных, аятакэдай — плоских, какудай — круглых и полых, а каракумидай — для плоской тесьмы.